# Kirchdorf (Gemeinde St. Valentin)
Kirchdorf ist ein Ortsteil im Südosten der Stadt St. Valentin im Bezirk Amstetten im äußersten Westen des österreichischen Bundeslandes Niederösterreich, drei Kilometer von der oberösterreichischen Grenze entfernt in Richtung Haag. Kirchdorf gehört zur Katastralgemeinde St. Valentin.
Der Ort liegt an der Westbahn, von der St. Valentin ein Bahnknotenpunkt ist, in relativ flachem Gelände (270 m) an der Erla. Der etwa 35 km lange Bach fließt parallel zum benachbarten großen Fluss Enns nach Norden, mündet aber wegen der Donauauen erst weit östlich in die Donau.
Weitere Orte im Umkreis sind Windberg, Hofkirchen, Gutenhofen, Viehdorf und Herzograd.
Nur wenige Kilometer entfernt verläuft die West Autobahn A 1 und die Nibelungenstraße, die beide von den Strengbergen herabführen.

## Geschichte
Laut Adressbuch von Österreich waren im Jahr 1938 in Kirchdorf ein Bäcker, ein Holzhändler, ein Müller, ein Viehhändler und ein Zementwarenerzeuger ansässig.